# Biathlon aux Jeux olympiques de 2014 – Relais mixte
Navigation
Pyeongchang 2018
L'épreuve du relais mixte 2 x 6 km + 2 x 7,5 km biathlon aux Jeux olympiques de 2014 a lieu le 19 février 2014 au complexe de ski de fond et de biathlon Laura. C'est la première fois que cette épreuve est disputée aux Jeux olympiques. Les Norvégiens la remportent devant les Tchèques et les Italiens.

## Résultats
La course commence à 18:30.
| Rang                                | Pays                                                                                   | Dossard | Pénalités (Tours+Pioches) | Temps             | Retard        |
| ----------------------------------- | -------------------------------------------------------------------------------------- | ------- | ------------------------- | ----------------- | ------------- |
| Médaille d'or, Jeux olympiques      | Norvège Tora Berger Tiril Eckhoff Ole Einar Bjørndalen Emil Hegle Svendsen             | 2       | 0+2                       | 1 h 09 min 17 s 0 |               |
| Médaille d'argent, Jeux olympiques  | Tchéquie Veronika Vítková Gabriela Soukalová Jaroslav Soukup Ondřej Moravec            | 1       | 0+7                       | 1 h 09 min 49 s 6 | +32 s 6       |
| Médaille de bronze, Jeux olympiques | Italie Dorothea Wierer Karin Oberhofer Dominik Windisch Lukas Hofer                    | 4       | 0+6                       | 1 h 10 min 15 s 2 | +58 s 2       |
| 4                                   | Slovaquie Jana Gereková Anastasiya Kuzmina Pavol Hurajt Matej Kazár                    | 12      | 0+10                      | 1 h 11 min 04 s 7 | +1 min 47 s 7 |
| 5                                   | France Marie Dorin Habert Anaïs Bescond Jean-Guillaume Béatrix Martin Fourcade         | 5       | 1+8                       | 1 h 12 min 04 s 3 | +2 min 47 s 3 |
| 6                                   | Ukraine Natalya Burdyga Mariya Panfilova Andriy Deryzemlya Serhiy Semenov              | 3       | 1+8                       | 1 h 12 min 05 s 2 | +2 min 48 s 2 |
| 7                                   | États-Unis Susan Dunklee Hannah Dreissigacker Tim Burke Lowell Bailey                  | 11      | 1+13                      | 1 h 12 min 20 s 1 | +3 min 03 s 1 |
| 8                                   | Autriche Lisa Hauser Katharina Innerhofer Daniel Mesotitsch Friedrich Pinter           | 9       | 1+7                       | 1 h 12 min 34 s 8 | +3 min 17 s 8 |
| 9                                   | Biélorussie Liudmila Kalinchik Nastassia Dubarezava Vladimir Chepelin Evgeny Abramenko | 8       | 0+9                       | 1 h 13 min 11 s 8 | +3 min 54 s 8 |
| 10                                  | Canada Megan Imrie Rosanna Crawford Brendan Green Scott Perras                         | 10      | 0+8                       | 1 h 13 min 27 s 7 | +4 min 10 s 7 |
| 11                                  | Suisse Elisa Gasparin Selina Gasparin Benjamin Weger Simon Hallenbarter                | 13      | 0+9                       | 1 h 13 min 33 s 9 | +4 min 16 s 9 |
| 12                                  | Pologne Krystyna Pałka Magdalena Gwizdoń Łukasz Szczurek Krzysztof Pływaczyk           | 14      | 0+6                       | 1 h 13 min 36 s 0 | +4 min 19 s 0 |
| 13                                  | Kazakhstan Elena Khrustaleva Darya Usanova Yan Savitskiy Anton Pantov                  | 15      | 0+6                       | 1 h 15 min 46 s 4 | +6 min 29 s 4 |
| 14                                  | Estonie Kadri Lehtla Daria Yurlova Kauri Kõiv Daniil Steptšenko                        | 16      | 6+17                      | LAP               | -             |
| DSQ                                 | Allemagne Evi Sachenbacher-Stehle Laura Dahlmeier Daniel Böhm Simon Schempp            | 7       | 0+9                       | 1 h 10 min 58 s 3 | +1 min 41 s 3 |
| DSQ                                 | Russie Olga Zaïtseva Olga Vilukhina Evgeniy Garanichev Anton Shipulin                  | 6       | 1+8                       | 1 h 11 min 04 s 4 | +1 min 47 s 4 |